# Ingegneria Ferroviaria
Ingegneria Ferroviaria è una rivista italiana di tecnica ed economia dei trasporti. Organo ufficiale del Collegio Ingegneri Ferroviari Italiani, esce con cadenza mensile.

## Storia
La rivista venne fondata nel 1946 quale organo ufficiale del Collegio Ingegneri Ferroviari Italiani per sostituire la Rivista tecnica delle ferrovie italiane, la cui pubblicazione era stata interrotta nel 1944 a causa degli eventi bellici.

## Direttori
- Giovanni Robert (1946-1951)
- Ugo Cantutti (1951-1980)
- Giuseppe Romolo Corazza
- Renato Casale
- Stefano Ricci